# لافيانا (أستورياس)
بلدية لافيانا (بالإسبانية: Laviana) هي بلدية تقع في منطقة أستورياس شمال غرب إسبانيا.

## الديموغرافيا
بلغ عدد سكان بلدية لافيانا 14.085 نسمة عام 2011 (وفقاً للمعهد الوطني للإحصاء الإسباني).
| 15.085 | 14.893 | 14.606 | 14.419 | 14.312 | 14.210 | 14.085 |

## أعلام
- روبيرتو كانيلا
- مانويل خورخي دومينغيز